# Grecia (telenovela)
Grecia è una telenovela argentina, prodotta da Raúl Lecouna in Argentina nel 1987 e composta da 140 episodi.
È ispirata alla fiaba di Cenerentola, di cui ricalca le caratteristiche di base per circa 50 puntate. Poi la telenovela prende una piega completamente diversa e presenta tutte le caratteristiche tipiche di questo genere: complotti, omicidi, rapimenti, ambigue figure, sparizioni misteriose, inganni, abbandoni, tradimenti, ambizione e potere. La telenovela mette in evidenza una serie di inquietanti figure femminili. Figure nere, sciagurate, perdute e diaboliche, pronte a tutto pur di fare danni. Una lista nera di donne assetate di potere e di sangue, di vendetta e di denaro: donne cupe e paranoiche, tessitrici di intrighi, efferate criminali, vedove per vocazione, ricche annoiate e nevrotiche, casalinghe disturbate alle quali si aggiungono personaggi di un composito mondo maschile fatto di uomini ambigui e privi di morale, belve fameliche pronte a sbranarsi tra loro, uccidere e calpestare pur di raggiungere  lo scopo che si sono prefissati. I protagonisti sono  Grecia Colmenares nel ruolo di Grecia e Gustavo Bermudez nel ruolo di Gustavo. In Italia è stata trasmessa per la prima volta su Rete 4 nel 1993.

## Trama
Anni 70. In una lussuosa dimora avvolta da un silenzio quasi irreale, una bella donna bionda sta leggendo alla sua figlioletta di nome Marilù, la fiaba di Cenerentola, nella sua cameretta, ma sentendo degli strani rumori provenienti dal piano terra, interrompe la lettura della fiaba e si precipita al piano inferiore chiamando incessantemente il marito. L'uomo peroʻ è riverso sul pavimento in un lago di sangue e privo di vita, ucciso da mano anonima. Inorridita da cioʻ che ha appena visto, la povera donna non ha nemmeno il tempo di chiedere aiuto perché l'assassino si scaglia in maniera brutale anche contro di lei uccidendola all' istante e strappandole dal collo un prezioso cammeo. La piccola Marilù che nel frattempo aveva seguito la madre assiste al brutale assassinio e traumatizzata perde la memoria. Il misterioso killer dopo avere compiuto il duplice omicidio , prima di sparire e fare perdere completamente le sue tracce trafuga nei cassetti,  ruba diversi documenti e sparisce nell'oscurità della notte. La povera bambina, rimasta ormai orfana, piange a dirotto. Tale scena impietosisce la sorella dell'assassino, presente al massacro che preleva la piccola e l'abbandona davanti alla porta di un convento dove verrà accolta dalle suore che la chiameranno Grecia. Parecchi anni dopo Grecia, divenuta ormai una bellissima donna, inizierà a chiedersi chi è lei veramente e quali sono le sue vere origini. Aiutata dalle suore e  dopo avere messo insieme alcuni ingarbugliati tasselli del suo passato, verrà  finalmente rintracciata una sua parente che deciderà di accoglierla e recuperare con lei il tempo perduto. Solo uno sfuocato ricordo tormenterà la giovane protagonista, ovvero la mano dell'assassino che uccide la madre e le strappa dal collo un prezioso cammeo. La ragazza si appresta a cambiare radicalmente vita e va a vivere a casa di sua zia Lucilla Peña che la accoglie a braccia aperte, ma in quella casa verrà maltrattata dalle sue due cugine, Gigliola e Marzia; due ragazze irrisolte che senza una logica e senza una reale motivazione si scaglieranno contro la nuova arrivata con soprusi e cattiverie di vario genere, la tratteranno come una sguattera e non tollereranno la sua presenza tanto che, con una serie di stratagemmi, riusciranno a farla passare per ladra, mettendole contro anche la loro madre che a partire da questo momento relegherà Grecia al ruolo di domestica, non rivelando a nessuno il legame che c'è tra di loro. Grecia vivrà un vero inferno perché non immaginava nemmeno alla lontana di potere avere dei parenti così cinici e crudeli. L'unico conforto per lei arriva dalla cameriera Clelia e da suo figlio Renato. Mentre cominciano a delinearsi le diaboliche trame ai danni di Grecia, Giulio Mendez, un uomo con un oscuro passato fa ritorno in città e minacciato di morte chiede aiuto ad Ada Ledesma, la vera madre di Gustavo, il bambino che le hanno sottratto appena nato facendoglielo credere morto. L'uomo che ha perso ogni bene grazie agli intrighi della famiglia Gutierrez è riapparso per pianificare la sua vendetta. Un giorno, ad una festa di paese, Grecia conosce proprio uno dei Gutierrez, Gustavo, rampollo di buona famiglia. Un ragazzo affascinante e donnaiolo che le mette subito gli occhi addosso. Confusa e allo stesso tempo attratta dal ragazzo, cercherà in ogni modo di resistergli ma quando finalmente deciderà di avvicinarsi a lui inizieranno i problemi: infatti lui è fidanzato con la sua terribile cugina Gigliola che sobillata dalla madre Lucilla spera di convolare a nozze per fare crescere il prestigio sociale ed economico della famiglia che ormai è quasi sul lastrico dopo che la stessa Lucilla ha dilapidato la fortuna che le aveva lasciato il defunto marito. Grecia e Gustavo dovranno affrontare mille ingarbugliate situazioni prima di vivere serenamente il loro amore. Gustavo nonostante il fidanzamento con Gigliola, vive una storia clandestina con la scaltra e sensuale Claudia, una ricca donna d'affari entrata in contatto con Furio, suo padre, anch'esso attratto da lei e con la quale intraprenderà una relazione. Claudia pur provando un sincero affetto per Gustavo, non disdegna di finire nel letto di Furio pur di ottenere vantaggi economici. Padre e figlio hanno come amante la stessa donna. La situazione però non è facile da gestire e Gigliola da sempre sospettosa e ostile nei confronti di Claudia comincerà a minacciare la donna e farà incursioni nel suo appartamento certa di trovarla con Gustavo. Ma Claudia che è una donna di mondo ed è sicuramente più furba dell'isterica Gigliola, con maestria farà finta di nulla, riuscirà a nascondere tutto e depisterà l'ossessiva rivale. Furba ma a tratti ingenua, il gioco di Claudia viene scoperto però da Furio che, entrato di nascosto nel suo appartamento la coglie sul fatto con Gustavo. Sentendosi ingannato, Furio decide di dare una lezione a Claudia e irrompe a sorpresa nell'appartamento della donna, uccidendo la cameriera in servizio e facendo sparire nel nulla la traditrice. Da questo momento di Claudia non si saprà mai più niente e Gustavo, sinceramente innamorato di Grecia decide di dedicarsi seriamente a lei e mettere finalmente la testa a posto. Grecia seppur titubante è sempre più innamorata del ragazzo. La sparizione di Claudia mette in allarme il fratello Ignazio un pericoloso delinquente e primo nella lista dei sospettati che vedendosi ingiustamente braccato dalla polizia è  costretto a fare rientrare in città Alessandra , l'altra sorella arrivista che non lascia presagire niente di buono. I due sono certi che dietro la sparizione di Claudia ci siano i Gutierrez e cercheranno di escogitare la qualsiasi pur di vendicarsi. Gustavo e Grecia tra paure e allontanamenti stanno cercando un punto di contatto per conoscersi meglio. Scoperta la tresca, Gigliola farà  buon viso al cattivo gioco  non destando sospetti in Gustavo e aiutata dalla madre e dalla sorella ordirà di tutto per rendere la vita impossibile all'odiata cugina. A questo punto l'unico scopo della perfida Gigliola è tenersi al suo fianco Guastavo e portarlo all'altare prima che la situazione degeneri del tutto e Grecia possa cantare vittoria. Messa fuorigioco Grecia che perde ogni speranza con il ragazzo, a cantare vittoria sarà Gigliola ormai certa di avere centrato l'obiettivo ma la sera del fidanzamento ufficiale, davanti agli invitati che rappresentano l'alta società ci sarà il colpo di scena. Gustavo si rifiuterà di dichiararsi a lei affermando di essere innamorato di un'altra donna. Da questo momento crolla il castello di intrighi e menzogne che aveva costruito l'infida Gigliola e inizierà per lei un periodo buio tanto che comincerà ad assumere dei comportamenti inquietanti che la porteranno alla follia. Anche Marzia non verrà risparmiata dal destino, cadrà vittima della droga e subirà una violenza sessuale. Spiacevoli situazioni che la porteranno a riflettere sul vero senso della vita. Grecia, che sarà ritenuta responsabile di quanto accaduto a Gigliola, stanca di subire e di sentirsi accusata, scapperà via di casa, mentre Gustavo dovrà affrontare la famiglia che lo vuole assolutamente allontanare da Grecia. Furio, suo padre, un uomo ambizioso e classista non tollera la presenza di Grecia nella sua famiglia mentre la sorella di lui, la nevrotica Agata, si mostra più riflessiva e accomodante. Dopo diversi intrighi e intromissioni, la famiglia di Gustavo si rende conto che i due si amano veramente e che Grecia è una ragazza perbene e non arrivista come Gigliola, pertanto danno il consenso alle nozze. La zia Lucilla, che si era sempre dimostrata ostile alla nipote, cambierà atteggiamento nei confronti di Grecia pur di ricavarne vantaggi, mettendosi contro pure la figlia Gigliola che già provata da quanto accaduto precipiterà sempre di più nel baratro della follia, inoltre l'astuta zia cercherà di sedurre Furio riuscendoci. Grecia e Gustavo vivono liberamente il loro amore ma Gigliola ormai completamente squilibrata cercherà di ammazzare Grecia che si salverà per miracolo. Come se non bastasse, Valerio, il medico che ha seguito la donna in diverse situazioni, comincerà a nutrire per lei un morboso e maniacale attaccamento ,instillando dubbi e rendendola psicologicamente succube. Finalmente sposati, la famiglia del marito viene a scoprire che la ragazza in realtà è Marilù Peña, la piccola che assistette al barbaro assassinio dei genitori e nipote di Lucilla. Grecia, dal canto suo, scopre che Gustavo è in possesso di un prezioso ed esclusivo cammeo identico a quello che è stato strappato dal collo della madre prima di essere uccisa. La donna chiede spiegazioni ma l'ignaro Gustavo afferma che il gioiello appartiene alla sua famiglia. Incredula e sospettosa, Grecia comincia a fare delle indagini aiutata dall'avvocato Romolo Saporiti, acerrimo nemico della famiglia Gutierrez e non ci vorrà poi molto tempo per scoprire che il padre di Gustavo risulta proprietario della tenuta di campagna, dei terreni e di tutte le altre proprietà appartenute ai suoi defunti genitori e in lei matura sempre più l'idea che furono assassinati proprio dal padre di Gustavo per impossessarsi dei suoi beni. Tutto l'odio che ha provato in quegli anni torna in un solo momento e i due pur amandosi si allontanano irrimediabilmente. La situazione viene aggravata dal fatto che gli sposini non riescono ad avere un figlio nonostante siano completamente sani e in grado di procreare. Questo è dovuto a una serie di farmaci, volutamente alterati che Valerio somministra a Grecia e che non le permettono di rimanere incinta. E mentre Grecia comincia ad avere un quadro sempre più chiaro della situazione, il suo amico Renato e Giulio Mendez vengono barbaramente assassinati. Da questo momento la storia di Cenerentola volge al termine e iniziano una serie di trame oscure ai danni della coppia che vivrà delle situazioni al limite dell'inverosimile tanto che Grecia rischierà di essere nuovamente uccisa e Gustavo perderà la vista a causa di pericolosi veleni disseminati di tra i campi di grano appartenenti a Grecia dai complici del padre. La ragazza dovrà anche districarsi tra una serie di ambigue e pericolose figure femminili come Alessandra, sorella della scomparsa Claudia che si insinua nella famiglia di Gustavo per attuare la sua vendetta e che attribuisce la paternità del figlio a Gustavo quando in realtà il padre del bambino è  Valerio che si rifiuta di riconoscerlo. Simona, la donna del ritratto presente nella sala che si spaccia come la vera madre di Gustavo ed ex moglie di Furio che ricatta perché a conoscenza di parecchi segreti ed è  colei che consegna a Grecia dei documenti che incastrano l'odiato Furio e infine Lidia, una ricchissima vedova che dopo avere aiutato la coppia in un momento di difficoltà, si professerà vera amica  ma avrà sempre un modo di fare ambiguo e a tratti misterioso tanto che spargerá ombre e pretenderà da Gustavo attenzioni di un certo tipo. Ada rivela a Gustavo di essere la sua vera madre ma la donna, gravemente malata, morirà poco tempo dopo lasciando in eredità al figlio e a Grecia il locale Arco Iris che cominceranno a gestire in proprio. Furio e la sorella Agata ormai sono certi che Grecia è consapevole della loro colpevolezza riguardo l'omicidio dei genitori e si giocheranno la qualsiasi pur di eliminarla. Dopo una serie di battaglie legali, Grecia riesce ad ottenere tutte le proprietà che le erano state sottratte da Furio, portando l'uomo a una forte esasperazione che culminerà con una serie di trappole e inganni che costringeranno Grecia ad allontanarsi da tutto e da tutti facendo perdere le sue tracce. Solo allora Gustavo si renderà conto della buona fede della moglie e della colpevolezza del padre e si allontanerà dalla famiglia creando una rottura insanabile tra lui e suo padre. Provata e disillusa dagli eventi e certa che il suo rapporto con Gustavo sia del tutto compromesso, la donna comincia a modificare il suo carattere diventando più risoluta, dura, cinica e pianificando la vendetta ai danni della famiglia Gutierrez. La dolce e ingenua orfanella ha cessato di esistere e il suo unico scopo ormai è quello di farla pagare a coloro che hanno cercato di distruggerle la vita. Mentre prosegue con i suoi propositi di vendetta, Grecia si rende conto di essere incinta e di aspettare due gemelli. Lidia dal canto suo si rende conto che Gustavo , sebbene lontano da Grecia non potrà mai essere suo e presa dalla disperazione si suicida proprio davanti al ragazzo sparandosi un colpo alla tempia. La zia Lucilla riesce a sposare Furio e continuerà in questo modo a fare una vita agiata ma portando a vivere l'uomo nella sua casa entrerà in conflitto con le figlie. Marzia non sopporta la presenza dell'uomo e medita di andarsene mentre Gigliola ormai completamente impazzita cercherà di sedurre l'uomo per portarselo a letto e strapparlo così alla madre che venuta a sapere del piano deciderà di internare la figlia in una struttura adatta per farla finalmente curare .